# Liste von Bergwerken in Sachsen-Anhalt

Landkreise und kreisfreien Städte in Sachsen-Anhalt.

Die Liste von Bergwerken in Sachsen-Anhalt benennt Bergwerksanlagen im Bundesland Sachsen-Anhalt, Deutschland. Sie erhebt keinen Anspruch auf Vollständigkeit.

## Liste

### Landkreis Anhalt-Bitterfeld
| Name                                                  | Kreis                                             | Ort      | Revier           | Beginn | Ende | Bodenschatz | Anmerkungen                                                                       |
| ----------------------------------------------------- | ------------------------------------------------- | -------- | ---------------- | ------ | ---- | ----------- | --------------------------------------------------------------------------------- |
| Tagebau Edderitz und weitere in der Edderitzer Mulde  | Landkreis Anhalt-Bitterfeld                       | Edderitz | Edderitzer Mulde | 1935   | 1958 | Braunkohle  | heute Edderitzer See, Schachtteiche bei Piethen, bewaldete Halden zwischen beiden |
| Braunkohlegruben im Raum Bitterfeld – Gräfenhainichen | Landkreis Anhalt-Bitterfeld, Landkreis Wittenberg |          |                  | 1839   | 1990 | Braunkohle  |                                                                                   |

### Landkreis Börde
| Name                                                                                            | Ort             | Revier                         | Beginn           | Ende             | Bodenschatz                                    | Anmerkungen                                                                                        |
| ----------------------------------------------------------------------------------------------- | --------------- | ------------------------------ | ---------------- | ---------------- | ---------------------------------------------- | -------------------------------------------------------------------------------------------------- |
| Tagebau Viktoria                                                                                | Hötensleben     | Helmstedter Revier             | 1902             | 1963             | Braunkohle                                     | |
| Eisenerzgrube Sommerschenburg                                                                   | Sommerschenburg |                                |                  | 1960             | Eisenerz                                       | Tagebau                                                                                            |
| Gruben in Wefensleben                                                                           | Wefensleben     |                                |                  |                  | Eisenerz, Kalisalz, Steinsalz, Steinkohle, Ton | |
| Tagebau Flechtingen                                                                             | Flechtingen     |                                |                  |                  | Grauwacke                                      | [ 2 ] [ 3 ]                                                                                        |
| Braunkohlegruben in Hötensleben, Harbke, Grube Caroline Barneberg, Grube Friederike Hamersleben | Hötensleben     | Helmstedt-Oscherslebener Mulde | 1857 (Barneberg) | 1933 (Barneberg) | Braunkohle                                     | [ 4 ]                                                                                              |
| Kali- und Steinsalzwerk Bartensleben                                                            | Morsleben       | Nordharz-Kalirevier            | 1897             | 1969             | Kalisalz, Steinsalz                            | Schächte Marie und Bartensleben, heute Endlager für schwach- und mittelradioaktive Abfälle (ERAM). |

### Burgenlandkreis
| Name                                             | Ort                        | Revier | Beginn | Ende        | Bodenschatz     | Anmerkungen |
| ------------------------------------------------ | -------------------------- | ------ | ------ | ----------- | --------------- | --- |
| Ton- und Braunkohlegruben                        | um Zeitz, Luckenau, Profen |        |        | 2025        | Braunkohle, Ton | |
| Die Kaliwerke Orlas und Nebra                    | Wippach (Bad Bibra)        |        | 1909   | 1921        | Kalisalze       | Orlas: 1909–1921. Nebra: 1911–1921. Beide Schächte über die 476-m-Sohle miteinander verbunden. Lösungserfüllt, verplombt.                  |
| Kaliwerke Gewerkschaften Richard und Reichskrone | Lossa                      |        | 1909   | 1916 (1921) | Kalisalze       | Schacht Reichskrone: geteuft 1903–1913, Schacht Richard: geteuft 1910–13. Beide Schächte miteinander verbunden. Lösungserfüllt, verplombt. |
| Kaliwerk Rastenberg                              | Billroda                   |        | 1907   | 1925        | Kalisalze       | Lösungserfüllt, verplombt. |

### Halle (Saale)
| Name | Ort                    | Revier | Beginn | Ende | Bodenschatz | Anmerkungen                                                                                              |
| --- | ---------------------- | ------ | ------ | ---- | ----------- | --- |
| Kalksteinbrüche im Stadtgebiet Halle (Saale): Steinbruchsee Halle-Neustadt – bis 1973, Graebsee – bis 1921                                              |                        |        |        |      | Kalkstein   | |
| Braunkohlegruben Halle (Saale)-Bruckdorf, v.d. Heydt, Alwiner Verein, Dölauer Heide (Heidesee – bis 1931), siehe Hufeisensee – bis 1942, Osendorfer See |                        |        |        | 1966 | Braunkohle  | Tage- und Tiefbaue                                                                                       |
| Braunkohlegrube „Frohe Zukunft“ | Halle (Saale)-Mötzlich |        |        | 1961 | Braunkohle  | Tiefbau, Tagesbruch nach Stilllegung, dann natürliche Teichbildungen in den Senken, heute Posthornteiche |
| Braunkohlegrube „Vereinigte Karl Ernst“ | Halle-Trotha           |        |        | 1958 | Braunkohle  | Tiefbau                                                                                                  |
| Grube Humboldt | Halle (Saale)-Dölau    |        | 1861   | 1915 | Steinkohle  | [ 7 ] |

### Landkreis Harz
| Name | Kreis                | Ort                | Revier                                  | Beginn      | Ende                   | Bodenschatz        | Anmerkungen                                                                                      |
| --- | -------------------- | ------------------ | --------------------------------------- | ----------- | ---------------------- | ------------------ | ------------------------------------------------------------------------------------------------ |
| Grube Glasebach | Landkreis Harz       | Straßberg          |                                         |             |                        | Flussspat          | auch: Vertrau auf Gott; Bergwerksmuseum                                                          |
| Schaubergwerk Büchenberg | Landkreis Harz       | Elbingerode        | Büchenberger Bergbaurevier              |             |                        |                    |                                                                                                  |
| Drei Kronen & Ehrt | Landkreis Harz       | Elbingerode        | Wernigeröder/Elbingeröder Bergbaurevier | 1530        | 31. Juli 1990          | Eisen/Pyrit/Mangan | seit 1992 Besucherbergwerk; Besucherbetrieb am 1. November 2015 eingestellt, Grube wird verwahrt |
| Bergwerk Aufgeklärtes Glück | Landkreis Harz       | Hasserode          | Wernigeröder/Elbingeröder Bergbaurevier |             |                        |                    |                                                                                                  |
| Forschungsbergwerk Sonnenberg | Landkreis Harz       | Hüttenrode         | Braunschweiger Bergbaurevier            |             |                        |                    |                                                                                                  |
| Grube Braunesumpf | Landkreis Harz       | Hüttenrode         | Braunschweiger Bergbaurevier            |             |                        | Eisen              | Nicht mehr in Betrieb                                                                            |
| Grube Volkmarskeller | Landkreis Harz       | Hüttenrode         | Braunschweiger Bergbaurevier            |             |                        |                    | Nicht mehr in Betrieb                                                                            |
| Grube Herzog Carla | Landkreis Harz       | Hüttenrode         | Braunschweiger Bergbaurevier            |             |                        |                    | Nicht mehr in Betrieb                                                                            |
| Grube Stahlberg | Landkreis Harz       | Hüttenrode         | Braunschweiger Bergbaurevier            |             |                        |                    | Nicht mehr in Betrieb                                                                            |
| Kalkwerk Blauer See | Landkreis Harz       | Hüttenrode         | Braunschweiger Bergbaurevier            |             |                        |                    | Nicht mehr in Betrieb                                                                            |
| Grube Frieda | Landkreis Harz       | Thale              | Braunschweiger Bergbaurevier            |             |                        |                    | Nicht mehr in Betrieb                                                                            |
| Steinkohlegruben um Wettin – bis 1893, Löbejün – bis 1883, Plötz, Halle (Saale), Brachwitz, Meisdorf, Ballenstedt (Harz) – bis 1961, Quedlinburg, Thale, Wefensleben (1741–1825), Morsleben | Landkreis Harz u. a. |                    |                                         | Mittelalter | 1967                   | Steinkohle         | [ 8 ] [ 9 ] [ 10 ] [ 11 ]                                                                        |
| Tagebau Hercynia (teilweise auch als Herzynia bezeichnet) in Wienrode (Schachtteiche) | Landkreis Harz       | Blankenburg (Harz) |                                         | 1876        | zwischen 1945 und 1950 | Braunkohle         | [ 15 ]                                                                                           |
| Tagebau Rieder | Landkreis Harz       | Ballenstedt-Rieder |                                         |             |                        | Grauwacke          | [ 16 ]                                                                                           |
| Gewerkschaft Wilhelmshall zu Anderbeck | Landkreis Harz       | Anderbeck          | Nordharz-Kalirevier                     | 1889        | 1926                   | Kalisalz           | Nachnutzung als Heeresmunitionsanstalt.                                                          |

### Landkreis Mansfeld-Südharz
| Name                                                             | Ort                                                         | Revier | Beginn                                      | Ende                         | Bodenschatz                            | Anmerkungen                                                                                                   |
| ---------------------------------------------------------------- | ----------------------------------------------------------- | ------ | ------------------------------------------- | ---------------------------- | -------------------------------------- | --- |
| Röhrigschacht                                                    | Wettelrode                                                  |        |                                             |                              | Kupferschiefer                         | Bergbaumuseum und Schaubergwerk                                                                               |
| Graf Jost-Christian-Zeche                                        | Wolfsberg (Sangerhausen)                                    |        | 1726 (Mutung), ab 1741 regelmäßiger Betrieb | 1864                         | Antimonit und andere Antimonerze       | Zeche ist nicht mehr und Halden nur noch teilweise zugänglich                                                 |
| Braunkohlegruben im Mansfelder Land um Eisleben und Sangerhausen |                                                             |        |                                             | 1895 (Sangerhausen-Riestedt) | Braunkohle, vereinzelt auch Steinkohle | Tage- und Tiefbaue                                                                                            |
| Kaliwerk Adler                                                   | Oberröblingen (Röblingen am See), Seegebiet Mansfelder Land |        | 1906                                        | 1926                         | Kalisalze                              | Lösungserfüllt, verplombt.                                                                                    |
| Gewerkschaft Oberröblingen                                       | Oberröblingen (Röblingen am See)                            |        | 1909                                        | 1913 (1921)                  | Kalisalze                              | Lösungserfüllt, verplombt.                                                                                    |
| Kaliwerk Vereinigte Ernsthall                                    | Wansleben am See                                            |        | 1901                                        | 1926                         | Kalisalze                              | Schacht Ernsthall: Teufbeginn bereits am 1. März 1898. Schacht Neu-Mansfeld: Teufbeginn am 1. September 1910. |

### Saalekreis
| Name                                                                                           | Ort                          | Revier                | Beginn                                     | Ende                                        | Bodenschatz                    | Anmerkungen |
| ---------------------------------------------------------------------------------------------- | ---------------------------- | --------------------- | ------------------------------------------ | ------------------------------------------- | ------------------------------ | --- |
| Kaolingruben um Halle-Dölau, Lieskau, Salzmünde, Brachwitz, Morl, Beidersee, Röblingen am See  |                              |                       |                                            |                                             | Kaolin, Kapselton              | |
| Tongruben Angersdorfer Teiche                                                                  | Angersdorf                   |                       |                                            | 1926                                        | Ton                            | |
| Braunkohlegruben im Geiseltal                                                                  |                              |                       | vor 1698                                   | 1993                                        | Braunkohle                     | |
| Braunkohlegruben im Osten des Saalekreises im Raum Merseburg (Wallendorfer See, Raßnitzer See) |                              |                       |                                            | 1990                                        | Braunkohle                     | |
| Königliche Braunkohlegrube Zscherben, später Gruben „Alt-Zscherben“                            | Wettin                       |                       | 1796                                       | 1944                                        | Braunkohle                     | Tagebaue – für die Salinen in Halle, ab 1868 gewerkschaftlich – siehe Friedhofsteich, Angersdorf |
| Königliche Braunkohlegrube Langenbogen                                                         | Langenbogen                  |                       | 1674                                       | 1910                                        | Braunkohle                     | Tagebau – für die Salinen in Halle – Nachfolger: Halde vom Kaliwerk Krügershall |
| Braunkohletagebau Halle-Lochau                                                                 |                              |                       | 1901                                       | seit 1976 Müllhalde                         | Braunkohle                     | Tagebau |
| ehemalige und aktive Steinbrüche Petersberg (Saalekreis), Löbejün, Landsberg (Saalekreis)      |                              |                       |                                            |                                             | Porphyr                        | [ 25 ] [ 26 ] |
| Tagebau Schraplau                                                                              | Schraplau                    |                       |                                            |                                             | Kalkstein                      | |
| Steinbrüche Angersdorf                                                                         | Angersdorf                   |                       |                                            |                                             | Kalkstein                      | |
| Grube Ferdinande                                                                               | Sennewitz                    |                       | 1857                                       | 1933                                        | Braunkohle                     | [ 27 ] |
| Kaliwerk Salzmünde                                                                             | Zappendorf                   | Hallesches Kalirevier | 1909                                       | 1924                                        | Kalisalze                      | Verbunden mit der Schachtanlage Teutschenthal und von dort weiter mit Schacht Angersdorf. |
| Kaliwerk Krügershall                                                                           | Teutschenthal                | Hallesches Kalirevier | 1905                                       | 1992                                        | Kalisalz                       | Ab 1992 Versatzbergwerk, Endlager für mineralische Abfälle, mehrere Halden |
| Hallesche Kaliwerke                                                                            | Teutschenthal, OT Angersdorf | Hallesches Kalirevier | 1905 (Schacht Halle), 1910 (Schacht Saale) | Weitere Nutzung als Versatzbergwerk geplant | Kali- und Steinsalz            | Das auch als „Schachtanlage bzw. Grubenfeld Angersdorf“ beschriebene Bergwerksareal umfasst die Grubenfelder der einstigen selbstständigen Gesellschaften „Gewerkschaft Saale“ sowie die „Hallesche Kaliwerke Aktiengesellschaft“. Beide Schachtröhren, Schacht Saale und Schacht Halle, liegen nur 730 m Luftlinie voneinander entfernt. |
| Kaliwerk Gewerkschaft Johannashall                                                             | Kloschwitz-Johannashall      | Saale                 | 1894                                       | 1922                                        | Kalisalz                       | abgerissen; unrekultivierte Halde |
| Kaliwerk Wils                                                                                  | Beesenstedt                  | Saale                 |                                            | 1922                                        | Carnallit, Hart- und Steinsalz | Durchschlägig mit Schacht Johannashall,lösungserfüllt,verplombt. |

### Salzlandkreis
| Name                                           | Ort                                              | Revier | Beginn                                                | Ende                                                  | Bodenschatz | Anmerkungen                                    |
| ---------------------------------------------- | ------------------------------------------------ | ------ | ----------------------------------------------------- | ----------------------------------------------------- | ----------- | ---------------------------------------------- |
| Tagebaue in Frose, Nachterstedt                | Seeland (Sachsen-Anhalt)                         |        |                                                       | 1990                                                  | Braunkohle  |                                                |
| Egelner Mulde                                  | z. B. Wolmirsleben, Staßfurt-Löderburg, Unseburg |        | 1848 (Staßfurt), 1849 (Wolmirsleben), 1850 (Unseburg) | 1925 (Wolmirsleben), 1952 (Staßfurt), 1961 (Unseburg) | Braunkohle  | vergleiche Bahnstrecke Etgersleben–Förderstedt |
| Tagebaue Gerlebogk                             | Gerlebogk                                        |        | 1798                                                  | 1929                                                  | Braunkohle  |                                                |
| Braunkohlegrube Aschersleben (Wilslebener See) |                                                  |        | 1828                                                  | 1920                                                  | Braunkohle  | [ 33 ]                                         |
| Grube Alfred                                   | Calbe                                            |        | 1861                                                  | 1915                                                  | Braunkohle  |                                                |

### Altmarkkreis Salzwedel
| Name                            | Ort               | Revier | Beginn | Ende                       | Bodenschatz | Anmerkungen |
| ------------------------------- | ----------------- | ------ | ------ | -------------------------- | ----------- | ----------- |
| Braunkohlegruben in der Altmark | Kläden (Arendsee) |        |        | nach dem Zweiten Weltkrieg | Braunkohle  | [ 34 ]      |

### Landkreis Wittenberg
| Name                                                  | Kreis                                             | Ort                        | Revier | Beginn | Ende | Bodenschatz | Anmerkungen |
| ----------------------------------------------------- | ------------------------------------------------- | -------------------------- | ------ | ------ | ---- | ----------- | --- |
| Kohlengrube Coswig                                    | Landkreis Wittenberg                              | Coswig (Anhalt) im Fläming |        |        |      | Braunkohle  | Grube bei Unwetter geflutet, seit 1964 Freibadanlage „Flämingbad“ |
| Tagebau Bergwitz (Dübener Heide)                      | Landkreis Wittenberg                              | Kemberg                    |        | 1908   | 1955 | Braunkohle  | |
| Braunkohlegruben im Raum Bitterfeld – Gräfenhainichen | Landkreis Anhalt-Bitterfeld, Landkreis Wittenberg |                            |        | 1839   | 1990 | Braunkohle  | |
| Schachtanlage Aschersleben VI (Asconia)               | Salzlandkreis                                     | Aschersleben               |        | 1912   |      | Kalisalze   | Verbunden mit Schacht Aschersleben VII (Winningen). 1936–1937 Kammerauffahrungen für die Einlagerung von Munition. In diesem Schachtbereich 26 Kammern. Schachtanlage 1963 ersoffen, Schachtkopf verplombt. |
| Schachtanlage Aschersleben VII (Winningen)            | Salzlandkreis                                     | Aschersleben               |        | 1912   |      | Kalisalze   | Verbunden mit Schacht Aschersleben VI (Asconia). 1936–1937 Kammerauffahrungen für die Einlagerung von Munition. In diesem Schachtbereich 4 Kammern. Schachtanlage 1963 ersoffen, Schachtkopf verplombt.     |
| Kaliwerk Staßfurt                                     | Salzlandkreis                                     | Staßfurt                   | Saale  | 1851   | 1973 | Kalisalz    | |